# 초곡용굴촛대바위길

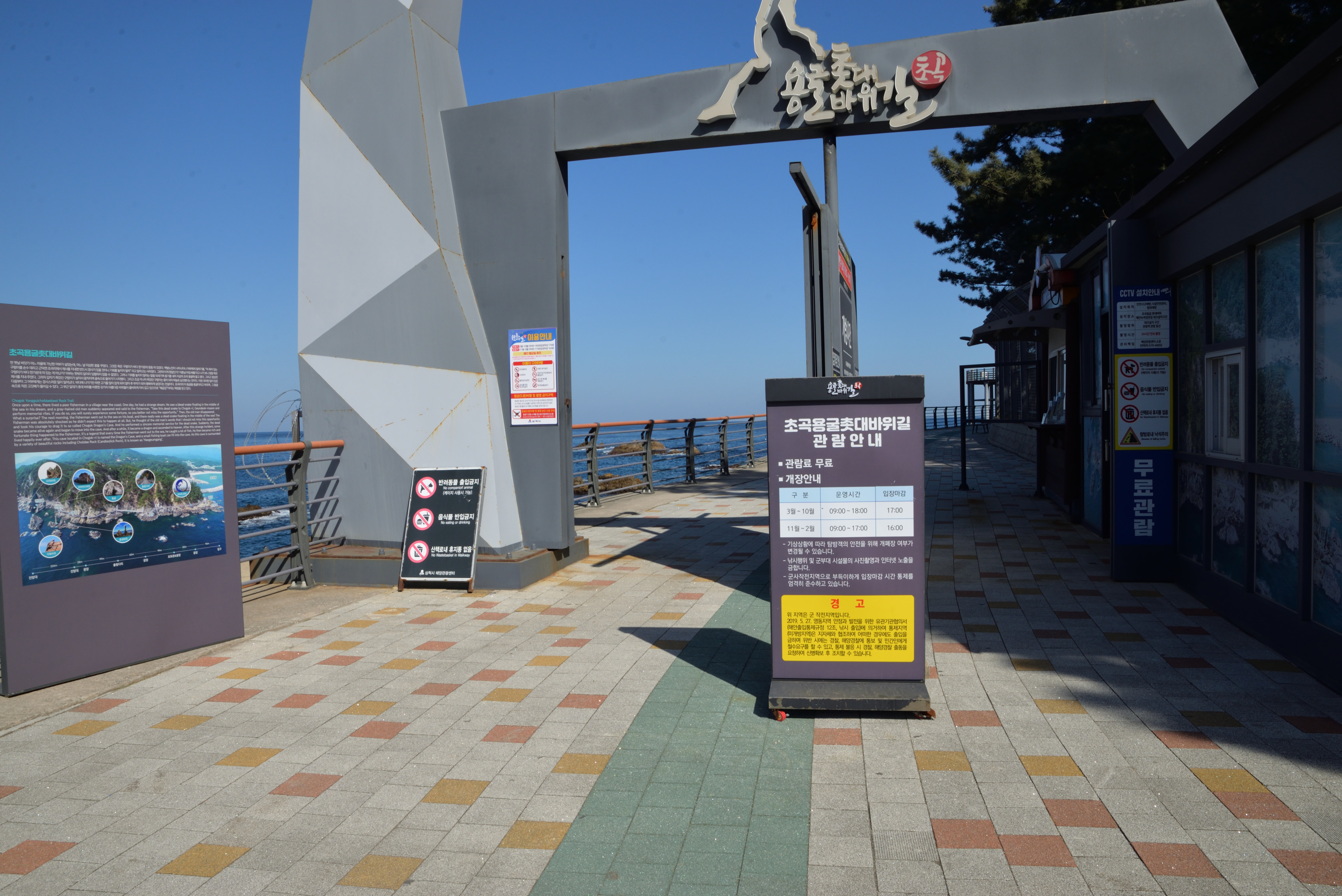
삼척지질공원 초곡용굴촛대바위길 입구

초곡용굴촛대바위길( Chogok Yonggul Chotdaebawigil Trail) 또는 초곡 해안침식지형 지질명소는 대한민국 강원특별자치도 삼척시 근덕면 초곡리 해안에 설치된 해안길이며 삼척지질공원의 지질명소이다. 이곳에서는 선캄브리아기 고원생대의 임원 우백질 화강암과 변성퇴적암 암석이 파도에 침식되어 나타나는 다양한 침식 지형과 지질학적 현상을 관찰할 수 있다.

## 개요
지질공원은 지질학적 유산을 보존하고 교육하는 장소로, 다수의 지질명소로 구성된다. 초곡용굴촛대바위길은 삼척지질공원의 주요 지질명소로 해안의 암석이 파도에 의해 침식되어 나타나는 다양한 침식지형을 관찰할 수 있다. 초곡리 해안에서 나타나는 침식지형에는 구렁이가 용이 되어 하늘로 승천했다는 전설이 전해지는 용굴과, 동해시의 추암촛대바위와 유사한 촛대바위 등이 있으며, 가장 대표적인 침식지형인 용굴과 촛대바위, 지명을 합성하여 오늘날 '초곡용굴촛대바위길'로 명명되어 있다. 군사지역으로 60여년간 통제구역이었으나, 2019년 7월 12일 해안잔도(데크길)을 설치한 후 일반인에게 개방되었다.

## 관람 안내
초곡용굴촛대바위길의 입구는 초곡항(도로명주소: 삼척시 근덕면 초곡길 236-11) 바로 옆에 있으며 초곡항 남쪽에 초곡용굴촛대바위길 관람객이 이용하는 지정주차장이 있다. 초곡용굴촛대바위길의 입장료는 없다. 하계(3~10월)에는 오전 9시부터 오후 6시까지 운영하고 입장 마감은 오후 5시이다. 동계(11월~2월)에는 오전 9시부터 오후 5시까지 운영하고 입장 마감은 오후 4시이다. 강풍, 풍랑, 태풍 등 기상 상황에 따라 입장이 통제될 수 있다. 

### 주의 사항
초곡용굴촛대바위길은 대한민국 육군 제23경비여단 작전지역인 관계로 입장 마감시간을 엄격히 통제하며 미개방지역은 출입이 금지되고 이를 위반 시 철수 요구를 받거나 경찰에 의해 신병확보 조치될 수 있다. 군부대 시설물은 사진 촬영과 인터넷 노출이 금지된다. 또한 군사지역으로 항공(드론)비행 및 촬영이 금지된다.
초곡용굴촛대바위길 내에는 화장실과 휴지통이 없다. 자전거, 전동킥보드, 반려동물 출입, 하이힐 착용, 흡연, 음식물 반입, 낚시 및 해산물 채취 행위가 금지된다. 암석이 다수 노출되어 있어 미끄럼과 낙석에 주의하여야 한다. 

## 지질
초곡리 해안의 지질은 대부분 고원생대의 임원 우백질 화강암으로 구성되고 선캄브리아기의 변성퇴적암이 일부 출현한다. 임원 우백질 화강암은 삼척시 근덕면과 원덕읍 해안에 분포하는 선캄브리아기 고원생대의 우백질 화강암(Leucogranite)으로, 석영과 장석, 백운모 등을 함유해 백색을 띤다.

### 시스텍
해안선이 바다 쪽으로 돌출된 지형은 파도의 침식을 더 많이 받으며 그 양쪽의 암석이 깎여나가 절벽이 바다 쪽으로 더 길게 돌출된다. 파도의 침식이 계속 진행되면 암석의 약한 부분이 먼저 무너져 해식동굴, 시 아치, 시스텍이 형성된다. 초곡용굴촛대바위길에는 다수의 시스텍 지형이 있으며 그중에는 동해시의 추암촛대바위와 유사한 촛대바위도 있다. 초곡용굴촛대바위길의 시스텍 지형은 촛대바위, 거북바위, 피라미드바위, 사자바위 등으로 불린다.

### 평행절리

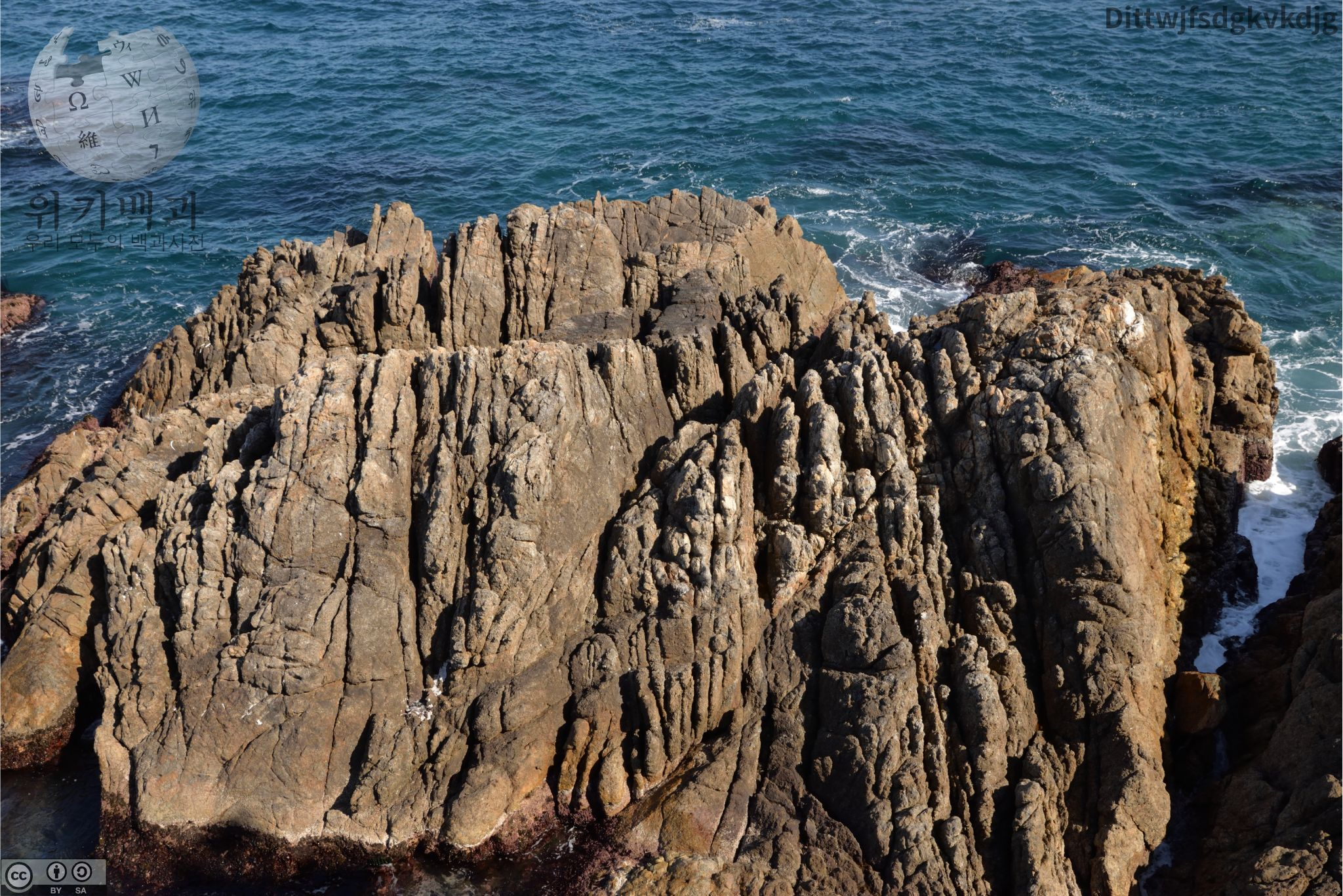

초곡리 해안의 암석은 약 20억 년 전에 형성되었다. 한반도의 암석들은 약 2억 년 전 아시아 대륙에 충돌하면서 지각 변동으로 많은 압력을 받게 되었다. 이후 침식과 융기로 암석이 지표에 드러나게 되면서 암석이 받던 높은 압력이 사라져 내부에 균열이 생기면서 조금씩 벌어져 절리가 형성되었다. 절리면은 암석에 가해진 압력의 방향에 따라 사진과 같이 일정 방향으로 평행하게 만들어진다. 현장에는 평행절리에 대해 설명하는 안내판이 있다.

### 변성퇴적암-화성암 경계
초곡리 해안은 대부분 화성암인 임원 우백질 화강암으로 구성되나 초곡용굴촛대바위길 중간에는 화강암 가운데에 층리가 보이는 변성퇴적암이 출현하는 것을 곳곳에서 관찰할 수 있다. 이는 원래 있던 퇴적암에 마그마가 관입하여 굳어졌기 때문이다. 원래 있던 퇴적암은 높은 열과 압력에 의해 변성된 상태이며 층리가 드러나 있어 화성암과의 구분이 쉽다. 
초곡용굴촛대바위길의 변성퇴적암-화성암 경계
- 전경
- 상부
- 하부
- 최하부
- 사진 가운데에 Z형 습곡이 나타난다.

### 소나무

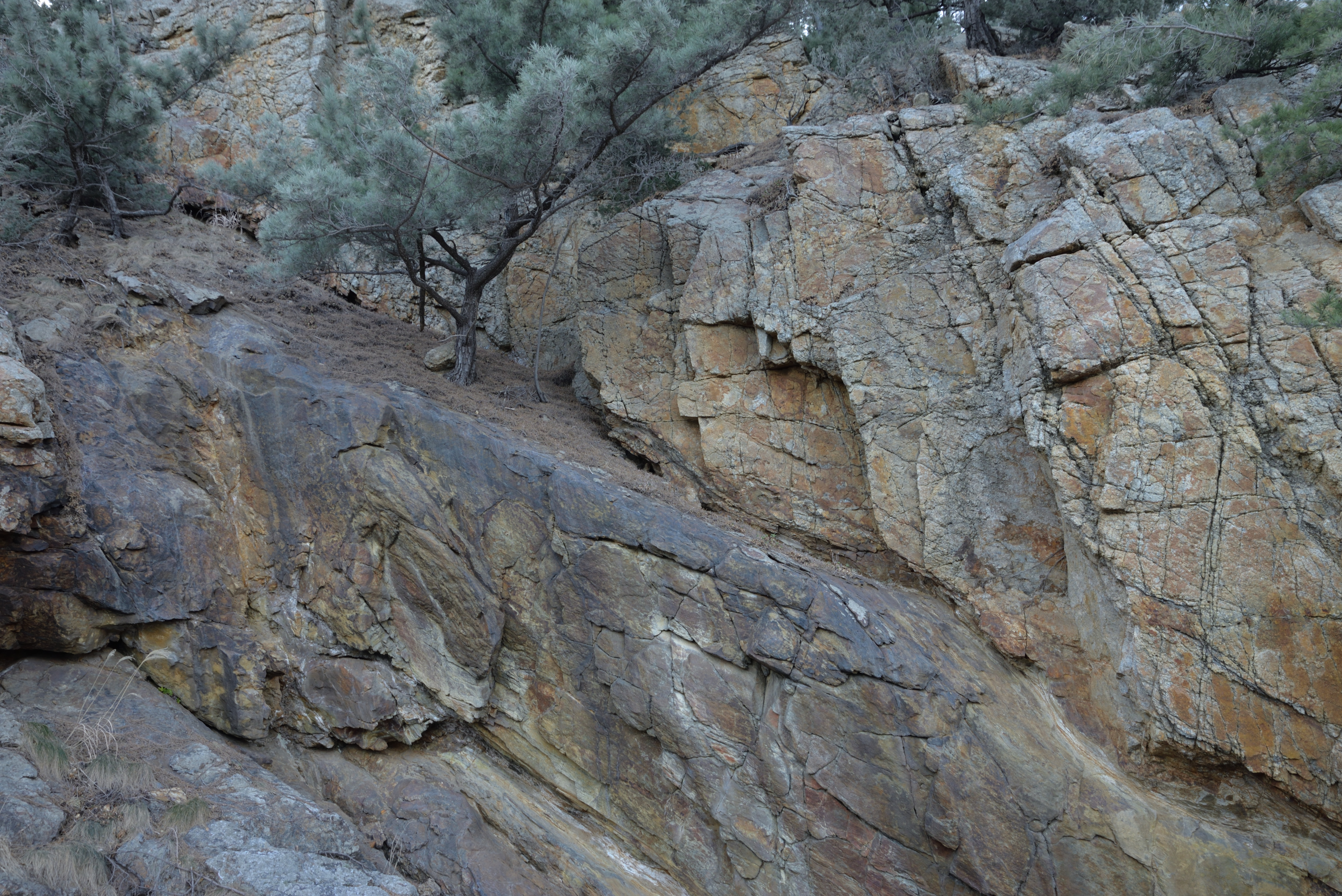

우백질 화강암의 절리를 따라 소나무가 자라고 있는다. 이는 암석의 벌어진 틈에 오랜 세월 동안 빗물이 들어가 암석이 풍화되어 생긴 흙에 나무가 뿌리를 내린 것이다. 

### 홍조류

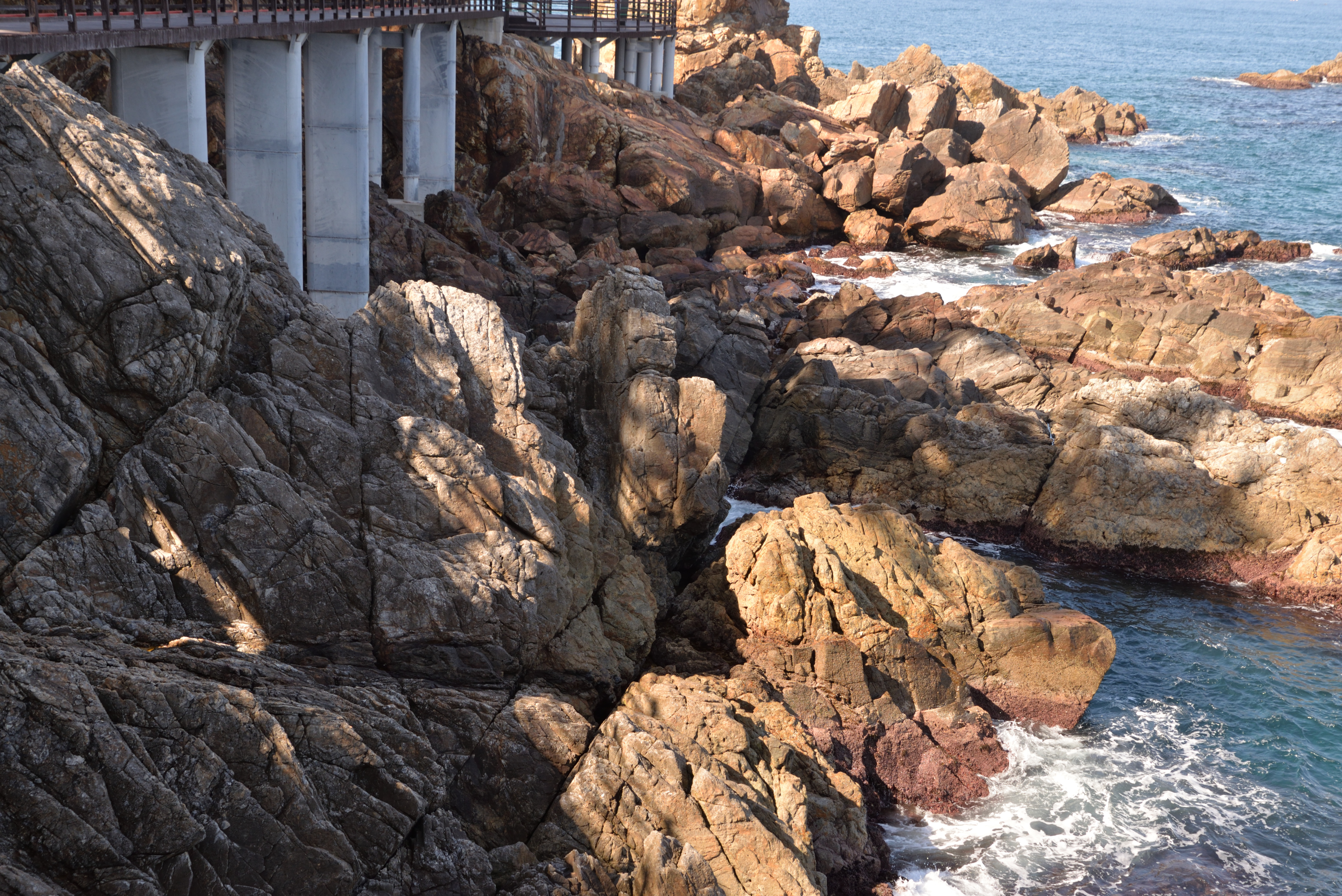

해안의 암석이 해수면과 닿는 부분에는 적색의 띠가 보이는데 이는 적색을 띠는 해조류가 암석에 달라붙은 것이다.  

### 용굴

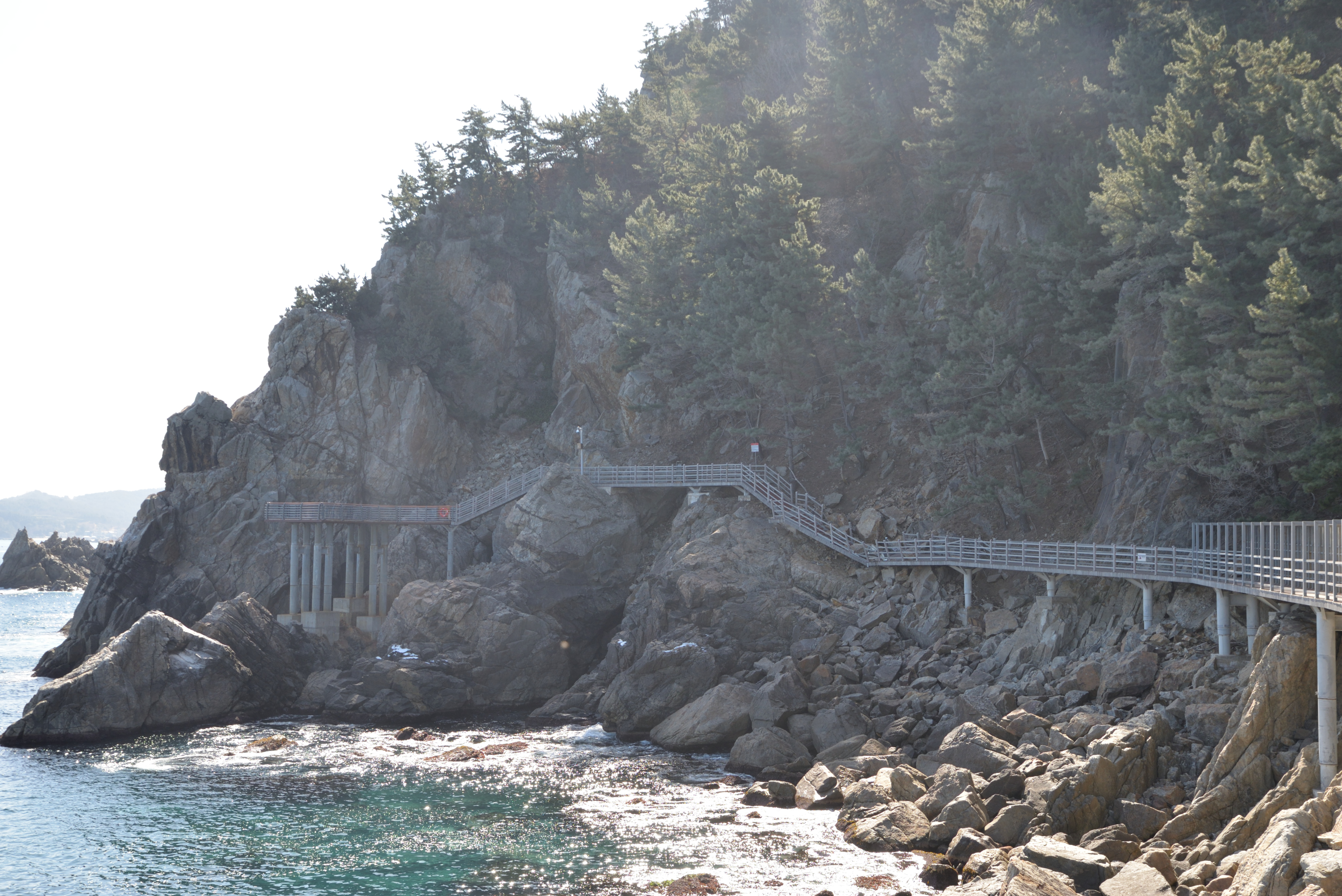

## 같이 보기
- 삼척시의 지질
- 임원 우백질 화강암
- 정동심곡바다부채길
- 한국의 지질